# 樱乃空
樱乃空是日本软件公司AHS创建的语音库系列，旨在重现日本配音员井上喜久子的声音，其最新版本运行于文本转语音软件Voicepeak和歌声合成软件Synthesizer V Studio。樱乃空的虚拟形象既同名虚构人物是由梅谷阿太郎（梅谷阿太郎）根据井上喜久子的印象所作造型设计，她为17岁少女，经常戴着耳机形机器人啵隆酱（ポロンちゃん）。

## 发展
自2009年，AHS内部一直在编写一份“希望为后代留下声音的人员名单”的内部机密文件，日本配音员井上喜久子的名字从一开始就排在首位，AHS一直想请她来参与。2016年，由于各种技术和环境都已经到位，AHS向井上的公司提出合作，很快得到同意。录制Voiceroid版和Vocaloid版的数据总共花了大半年的时间，Voiceroid版几天就完成了，但录制Vocaloid版安排了半年的时间表，每周每天录制三到四个小时，井上在录音时心想“这就像声音的核磁共振成像。”，AHS前社长尾形友秀（尾形友秀）说道安排三四个小时是想尽可能录到优质的声音，大多数是Vocaloid版的数据。2022年夏季，录制Voicepeak版和Synthesizer V版花费将近半年时间，AHS希望使用不同的技术来保存下井上更真实、更自然的声音数据，重点不在角色表演。

## 版本
| 年份               | 标题                         | 语音库                     | 引擎             | 平台                        | 操作系统            |
| 文本转语音         | 文本转语音                   | 文本转语音                 | 文本转语音       | 文本转语音                  | 文本转语音          |
| ------------------ | ---------------------------- | -------------------------- | ---------------- | --------------------------- | ------------------- |
| 2018年             | 《Voiceroid 2：樱乃空》      | - 樱乃空                   | AITalk 4         | Voiceroid 2                 | Windows             |
| 2023年             | 《Voicepeak：樱乃空》        | - 樱乃空                   | Syllaflow        | Voicepeak                   | Windows macOS Linux |
| 歌声合成           |                              |                            |                  |                             |                     |
| 2018年             | 《Vocaloid：樱乃空》         | - Sora_Natural - Sora_Cool | Vocaloid 5       | Vocaloid 5 Editor及更高版本 | Windows macOS       |
| 2023年             | 《Synthesizer V AI：樱乃空》 | - 樱乃空 AI                | Synthesizer V AI | Synthesizer V Studio        | Windows macOS Linux |
| 语言版本皆为日语。 |                              |                            |                  |                             |                     |

- 《Voiceroid 2：樱乃空》是由AHS开发的AITalk语音库，作为Voiceroid 2的语音插件于2018年7月26日发行。[4][5]

- 《Vocaloid：樱乃空》是AHS开发的Vocaloid歌声库组合，作为Vocaloid Editor的“Voicebank”插件于2018年7月26日发行。此组合包含两部歌声库，“Natural”和“Cool”，Natural歌声温柔，适合演唱谣曲或是中速节奏的流行歌曲，推荐速度在每分钟50至160拍，推荐音域在A2至C5之间，Cool歌声爽朗，适合演唱演歌或是快节奏的摇滚，推荐速度在每分钟70至200分钟之间，推荐音域在E2至C5之间。[6][7]

- 《Voicepeak：樱乃空》是AHS开发的Syllaflow语音库，作为Voicepeak的“语音数据库”插件于2023年8月24日发行。[8]

- 《Synthesizer V AI：樱乃空》是AHS开发的Synthesizer V AI语音库，作为Synthesizer V Studio的“歌声数据库”插件于2023年8月24日发行，[8]推荐音域在C3至E5之间。

## 相关
在日本软件公司MI7 Japan开发的Mac音系列中，井上喜久子也担任着歌声库“Mac音Coco（白）”和“Mac音Coco（黑）”的配音。